# Megachile slevini
Megachile slevini är en biart som beskrevs av Cockerell 1924. Megachile slevini ingår i släktet tapetserarbin, och familjen buksamlarbin. Inga underarter finns listade i Catalogue of Life.